# Dendrobium jubatum
Dendrobium jubatum är en orkidéart som beskrevs av André Schuiteman och De Vogel. Dendrobium jubatum ingår i släktet Dendrobium, och familjen orkidéer.
Artens utbredningsområde är Sulawesi. Inga underarter finns listade i Catalogue of Life.